# 质子运载火箭
质子运载火箭（俄语：Прото́н）苏联研制的一个大型运载火箭系列，包含多种衍伸型号。质子号从1960年代中期以来一直是苏联、俄罗斯发射大型航天器的主要运载火箭。在冷战结束后，由于能源号火箭被弃而不用，質子運載火箭实际上成为俄羅斯运载能力最强的火箭。但质子号使用剧毒的四氧化二氮與聯氨作为燃料，一旦发射失败可能对发射场周边地区造成严重污染，因此俄罗斯已决定用新研制的安加拉号运载火箭来取代它，此種新型火箭採用液氧與煤油作为推进剂。

## 主要型号
質子系列運載火箭共包括5种型号。以下各型号请分别参见其主题条目。
- UR500（基础型质子号火箭）
- 质子-K（UR500K）
- 质子-K/D组级和质子-K/DM组级（UR500K-L1，UR500K-L1P）
- 质子-M（可能包括质子-KM）

## 发展过程

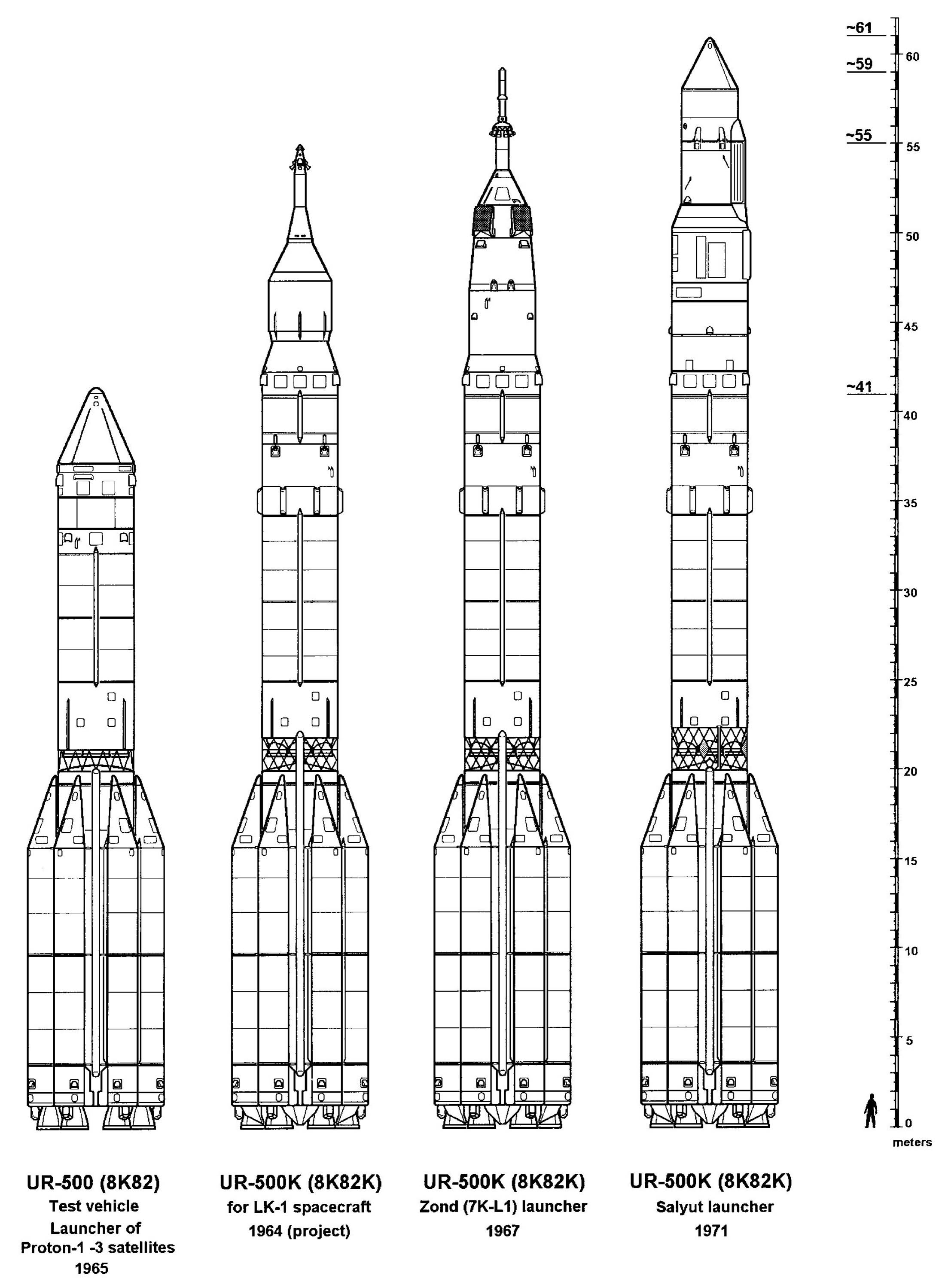
几种质子号火箭，从左到右依次为：UR500，质子-K，质子-K/D组级，发射礼炮号空间站的质子-K

最初的质子运载火箭是在1961年~1965年间研制成功的，总设计师是OKB-52设计局的负责人切洛勉。切洛勉当时向赫鲁晓夫提出了一个庞大的洲际导弹发展计划，在这个计划中，UR500（即两级型的质子号）是一种“全球火箭”。但是UR500最终没有被军队接受，而是决定用于航天发射。1965年7月16日，UR500在拜科努尔发射场执行了第一次任务，将质子1号科学考察卫星送入太空，火箭也从此而得名质子号。美国国防部对这种火箭的代号是“SL-9”，美国国会的谢尔顿命名法（用于识别火箭的衍生型号）则称其为“D”。两级型质子号的运载效率不高，因此很快被停止使用。
在UR500基础上加入第三级后，苏联人得到了运载能力更为强大的、三级状态的质子-K火箭（即UR500K；美国国防部：SL-13，谢尔顿命名法：D-1）。带有第三级的质子号在1967年3月10日首次发射（当时使用了D组级上面级，实际构成了四级火箭：质子-K/D组级），将宇宙-146（一颗月球探测器）送入太空。1968年，不带上面级的质子-K首次发射。在1970年代初至1980年代末，苏联曾利用不带上面级的质子-K将8个空间站送入轨道。国际空间站的两个主要组件曙光号功能货舱和星辰号服务舱也是用质子-K发射的。
在质子-K上再加入一个上面级，就形成了UR500K-L1运载火箭，即四级状态的质子号火箭（美国国防部：SL-12，谢尔顿命名法：D-1-e）。苏联时代的质子号所使用的上面级主要有两种：D组级或DM组级（D组级的发展型号，1974年开始使用），所构成的火箭分别称为质子-K/D组级和质子-K/DM组级。这两种火箭是苏联发射大型地球静止卫星和深空探测器的主力。从1967年开始，四级型质子号向月球、金星和火星发射了多个探测器，并且在流产的苏联登月计划中被选为发射载人环月飞船的运载工具。
在美苏登月竞赛时期，切洛勉还在质子号基础上提出了一个名为UR700的设计方案，以与科罗廖夫的N1运载火箭竞争。UR700的设计思想很像质子号，但其体积之巨大甚至使N-1和美国的土星5号都相形见绌。在UR700中，两级型的质子号仅仅是一个上面级。
冷战结束后，俄罗斯新研制了一种四级型质子号火箭，即质子-M（有时使用未改进的质子-K箭体搭配和风-M的四级火箭质子-KM也被归入其中）。它与质子-K/DM组级的主要区别是使用了更为先进的和风-M上面级，因此火箭也被叫做质子-M/和风-M。和风-M上面级具有两次点火的能力，它可以将重型卫星直接送入地球同步轨道（以前的质子号通常是将卫星发射到地球同步转移轨道）。质子-M在2001年首次发射，将一颗银幕-M通信卫星送入轨道。
另外俄罗斯还发展了所谓“质子-M增强型”，主要改进了和风-M上面级的性能。质子-M增强型只在2007年发射过一次。
所有型号的质子号火箭都只能从哈萨克斯坦境内的拜科努尔航天发射场发射。在拜科努尔的81号和200号发射阵地各有两个质子号发射工位，火箭以水平方式运输至发射台，然后起竖、发射。

## 主要任务
早期的质子号火箭主要用于发射大型人造卫星。但由于其运载能力远大于其它苏联火箭（如联盟号和闪电号），质子号遂成为发射星际探测器的首选。在美苏登月竞赛时期，质子号承担了将大多数月球号无人探测器送上月球的任务。质子号也预定参加苏联载人登月计划。当时苏联平行开展了两个计划：科罗廖夫主导的使用N-1的宇航员登月计划，和切洛勉主导的使用质子号的载人环月飞行计划。但在一次内部论证会之后，切洛勉的计划被搁置。在N-1开发失败而美国人率先实现登月之后，苏联政府对登月失去了兴趣。虽然还是用质子号发射了几艘“探测器”号飞船进行了绕月飞行，但所携带的只是动物而已。
从1971年开始，苏联用质子-K火箭先后将8个空间站（礼炮1号~礼炮7号，和平号）的几乎全部舱体发射入轨。冷战结束后，质子-K又用于发射国际空间站的几个重要舱段。除了美国的航天飞机以外，质子号是目前唯一能够承担这项任务的运载工具。
四级型质子号被用于发射苏联的大型通信卫星（“银幕”，“彩虹”，“地平线”）和行星探测器（“火星”，“织女星”，“福波斯”）。
苏联解体后，俄罗斯将质子号火箭投入国际市场，结果十分受客户青睐。1996年4月，质子号将欧洲的阿斯特拉-1F卫星发射入轨，完成了第一次商业发射。到2007年为止，质子号已经执行了40多次商业发射任务。

## 存在的问题
质子号系列的发射成功率并不突出。1996年该火箭发射火星-96探测器失败，载荷在太平洋上空坠毁，其上携带有200克剧毒放射性元素钚。
质子号火箭更为突出的问题是其使用的液体推进剂偏二甲肼/四氧化二氮有毒，一旦发射失败，泄漏的推进剂可能对环境造成污染。俄罗斯经常因火箭在发射后坠毁而与发射场地的所在国哈萨克斯坦进行交涉。近几年来，如果质子号发射失败，哈萨克斯坦就会禁止在白寇努爾发射这种火箭，直到问题解决为止。

## 發射記錄
此列表尚不完整
| 次數 | 日期                 | 型號                              | 代號      | 發射台               | 酬載衛星                                   | 軌道                            | 結果 | 備註                                                                                     |
| ---- | -------------------- | --------------------------------- | --------- | -------------------- | ------------------------------------------ | ------------------------------- | ---- | ---------------------------------------------------------------------------------------- |
| 1    | 1965年7月16日 11:16  | 質子號運載火箭8K82                | 107207-01 | 拜科努尔發射場 81/23 | 質子-1衛星(N-4衛星#2)                      | 低地軌道                        | 成功 | 粒子研究，質子號運載火箭8K82首次發射。                                                   |
| 2    | 1965年11月2日 12:28  | 質子號運載火箭8K82                | UR500-209 | 拜科努尔發射場 81/23 | 質子-2衛星(N-4衛星#2)                      | 低地軌道                        | 成功 | 粒子研究。                                                                               |
| 3    | 1966年3月24日 21:00  | 質子號運載火箭8K82                | UR500-211 | 拜科努尔發射場 81/23 | 質子-3衛星(N-4衛星#3)                      | 低地軌道                        | 失敗 | 粒子研究，第二節並未點燃，未到達預定軌道。                                               |
| 4    | 1966年7月6日 12:57   | 質子號運載火箭8K82                | UR500-212 | 拜科努尔發射場 81/23 | 質子-4衛星(N-4衛星#4)                      | 低地軌道                        | 成功 | 粒子研究，最後一次質子號運載火箭8K82發射。                                               |
| 5    | 1967年3月10日 11:30  | 質子-K運載火箭8K82K/11S824        | UR500-212 | 拜科努尔發射場 81/23 | 宇宙146衛星(聯合號7K-L1衛星#2P)            | 高橢圓軌道                      | 成功 | 太空船測試，質子號運載火箭8K82K首次發射。首次使用上面節。                                |
| 6    | 1967年4月8日 09:00   | 質子-K/D組級運載火箭 8K82K/11S824 | 228-01    | 拜科努尔發射場 81/23 | 宇宙154衛星(聯合號7K-L1太空船#2P)          | 高橢圓軌道、低地軌道(最後到達)  | 失敗 | 太空船測試，因為電機組件損毀，導致第四節未能分離。                                       |
| 7    | 1967年9月27日 22:11  | 質子-K/D組級運載火箭 8K82K/11S824 | 229-01    | 拜科努尔發射場 81/23 | 聯合號7K-L1太空船#4L)                      | 高橢圓軌道                      | 失敗 | 太空船測試，第一節發動機失敗，未能到達軌道。                                             |
| 8    | 1967年11月22日 19:07 | 質子-K/D組級運載火箭 8K82K/11S824 | 230-01    | 拜科努尔發射場 81/24 | 聯合號7K-L1太空船#5L)                      | 高橢圓軌道                      | 失敗 | 太空船測試，第一次從白寇奴爾太空發射場 81/24發射台發射；第二節發動機失敗，未能到達軌道。 |
| 9    | 1968年3月2日 22:11   | 質子-K/D組級運載火箭 8K82K/11S824 | 231-01    | 拜科努尔發射場 81/23 | 聯合號7K-L1太空船#6L)                      | 高橢圓軌道                      | 成功 | 太空船測試，太空船最後失敗。                                                             |
| 10   | 1968年4月22日 23:01  | 質子-K/D組級運載火箭 8K82K/11S824 | 232-01    | 拜科努尔發射場 81/24 | 聯合號7K-L1太空船#7L)                      | 高橢圓軌道                      | 失敗 | 太空船測試，第二節發動機提早停止。                                                       |
| 11   | 1968年9月14日 21:42  | 質子-K/D組級運載火箭 8K82K/11S824 | 234-01    | 拜科努尔發射場 81/23 | 聯合號7K-L1太空船#9L)                      | 高橢圓軌道                      | 成功 |                                                                                          |
| 12   | 1968年11月10日 19:11 | 質子-K/D組級運載火箭 8K82K/11S824 | 235-01    | 拜科努尔發射場 81/23 | 聯合號7K-L1太空船#12L)                     | 高橢圓軌道                      | 成功 | 太空船測試，太空船最後失敗。                                                             |
| 13   | 1968年11月16日 11:40 | 質子-K/D組級運載火箭 8K82K/11S824 | 236-01    | 拜科努尔發射場 81/24 | 質子-4衛星 ((N-6衛星#1))                   | 低地軌道                        | 成功 | 宇宙射線研究，首次質子-K運載火箭無上面節。                                               |
| 14   | 1969年1月20日 04:14  | 質子-K/D組級運載火箭 8K82K/11S824 | 237-01    | 拜科努尔發射場 81/23 | 聯合號7K-L1太空船#13L)                     | 高橢圓軌道                      | 失敗 | 太空船測試，第二節發動機失效，首次使用逃脫系統。                                         |
| 15   | 1969年2月19日 06:48  | 質子-K/D組級運載火箭 8K82K/11S824 | 239-01    | 拜科努尔發射場 81/24 | Luna E-8 #201 (月球步行者)                 | 高橢圓軌道                      | 失敗 | 月球登陸，第一節發動機失效。                                                             |
| 16   | 1969年3月27日 10:40  | 質子-K/D組級運載火箭 8K82K/11S824 | 240-01    | 拜科努尔發射場 81/23 | Mars 1969A (Mars-2M #521)                  | 高橢圓軌道                      | 失敗 | 火星軌道環繞，第三節發動機失效。                                                         |
| 17   | 1969年4月2日 10:33   | 質子-K/D組級運載火箭 8K82K/11S824 | 233-01    | 拜科努尔發射場 81/24 | Mars 1969B (Mars-2M #522)                  | 高橢圓軌道                      | 失敗 | 火星軌道環繞，第一節發動機失效。                                                         |
| 18   | 1969年6月14日 04:00  | 質子-K/D組級運載火箭 8K82K/11S824 | 238-01    | 拜科努尔發射場 81/24 | Luna E-8-5 #402 (月球步行者)               | 高橢圓軌道                      | 失敗 | 月球樣本採集，上面節發動機未點燃。                                                       |
| 19   | 1969年7月13日 02:54  | 質子-K/D組級運載火箭 8K82K/11S824 | 242-01    | 拜科努尔發射場 81/24 | Luna E-8-5 #401 (月球步行者)               | 高橢圓軌道                      | 成功 | 月球樣本採集，太空船發射後不久失效。                                                     |
| 20   | 1969年8月7日 23:48   | 質子-K/D組級運載火箭 8K82K/11S824 | 243-01    | 拜科努尔發射場 81/23 | 聯合號7K-L1太空船#11)                      | 高橢圓軌道                      | 成功 | 太空船測試。                                                                             |
| 21   | 1969年9月23日 14:07  | 質子-K/D組級運載火箭 8K82K/11S824 | 244-01    | 拜科努尔發射場 81/24 | 宇宙300號衛星 Luna E-8-5 #403 (月球步行者) | 高橢圓軌道、低地軌道(最後到達)  | 失敗 | 月球樣本採集，上面節的氧化劑外漏。                                                       |
| 22   | 1969年10月22日 14:09 | 質子-K/D組級運載火箭 8K82K/11S824 | 241-01    | 拜科努尔發射場 81/24 | 宇宙305號衛星 Luna E-8-5 #404 (月球步行者) | 高橢圓軌道、低地軌道(最後到達)  | 失敗 | 月球樣本採集，上面節控設施無作用。                                                       |
| 23   | 1969年11月28日 09:00 | 質子-K/D組級運載火箭 8K82K/11S824 | 245-01    | 拜科努尔發射場 81/23 | 聯合號7K-L1E太空船#1                       | 中地球軌道                      | 失敗 | 測試Block D上面節飛行，第一節發動機即失敗。                                              |
| 24   | 1970年2月6日 04:16   | 質子-K/D組級運載火箭 8K82K/11S824 | 247-01    | 拜科努尔發射場 81/23 | Luna E-8-5 #405 (月球步行者)               | 高橢圓軌道                      | 失敗 | 月球樣本採集，未到達軌道。                                                               |
| 25   | 1970年8月18日 03:45  | 質子-K運載火箭 8K82K/11S824       | 246-01    | 拜科努尔發射場 81/23 | 82-EV                                      | 亞軌道飛行                      | 成功 | 測試發射，測試高失敗的質子號運載火箭。                                                   |
| 26   | 1970年9月12日 13:35  | 質子-K/D組級運載火箭 8K82K/11S824 | 248-01    | 拜科努尔發射場 81/23 | 月球16號 Luna E-8-5 #406 (月球步行者)      | 高橢圓軌道                      | 成功 | 月球樣本採集。                                                                           |
| 27   | 1970年10月20日 19:55 | 質子-K/D組級運載火箭 8K82K/11S824 | 250-01    | 拜科努尔發射場 81/23 | ZOND-8 聯合號7K-L1E太空船#14               | 高橢圓軌道                      | 成功 | 太空船測試。                                                                             |
| 28   | 1970年11月10日 14:44 | 質子-K/D組級運載火箭 8K82K/11S824 | 251-01    | 拜科努尔發射場 81/23 | 月球17號 Luna E-8 #203 (月球步行者)        | 高橢圓軌道                      | 成功 | 測試月球車1號。                                                                          |
| 29   | 1970年12月2日 17:00  | 質子-K/D組級運載火箭 8K82K/11S824 | 252-01    | 拜科努尔發射場 81/23 | 宇宙382號衛星 聯合號7K-L1E太空船#2K        | 中地球軌道                      | 成功 | 測試發射，測試Block D上面節。                                                            |
| 30   | 1971年4月19日 01:40  | 質子-K運載火箭 8K82K/11S824       | 254-01    | 拜科努尔發射場 81/24 | 禮炮1號                                    | 低地球軌道                      | 成功 | 太空站                                                                                   |
| 31   | 1971年5月10日 16:58  | 質子-K/D組級運載火箭 8K82K/11S824 | 253-01    | 拜科努尔發射場 81/23 | 宇宙419號衛星 (火星-3MS #170)              | 高橢圓軌道 低地球軌道(最後到達) | 失敗 | 火星軌道，上面節未點燃，時間計算設計失當。                                               |
| 32   | 1971年5月19日 16:22  | 質子-K/D組級運載火箭 8K82K/11S824 | 255-01    | 拜科努尔發射場 81/24 | 火星2號 (火星-4M #171)                     | 高橢圓軌道                      | 成功 | 火星軌道。                                                                               |
| 33   | 1971年5月28日 15:26  | 質子-K/D組級運載火箭 8K82K/11S824 | 249-01    | 拜科努尔發射場 81/23 | 火星3號 (火星-4M #172)                     | 高橢圓軌道)                     | 成功 | 火星軌道。                                                                               |
| 34   | 1971年9月2日 13:40   | 質子-K/D組級運載火箭 8K82K/11S824 | 256-01    | 拜科努尔發射場 81/24 | 月球18號 Luna E-8-5 #207 (月球步行者)      | 高橢圓軌道                      | 成功 | 月球樣本採級，發射不久後酬載物失敗。                                                     |
| 35   | 1971年9月28日 10:00  | 質子-K/D組級運載火箭 8K82K/11S824 | 257-01    | 拜科努尔發射場 81/24 | 月球19號 Luna E-8LS #202                   | 高橢圓軌道                      | 成功 | 月球軌道。                                                                               |

## 资料来源
1. ↑  .   [2014-05-05]. （原始内容存档于2013-01-09）.
2. 1 2  Wade, Mark. . Encyclopedia Astronautica.   [25 April 2010]. （原始内容存档于2010-09-06）.

- 《中国航天》，2004年10月号，25页~26页
- 《航空知识》
- 质子号运载火箭（页面存档备份，存于）
- Die Proton （页面存档备份，存于）

## 外部連結
- Proton launches page on LyngSat （页面存档备份，存于）
- Proton rocket specifications sheet（页面存档备份，存于）
- Proton M Debuts With Successful Ekran Launch on April 7, 2001
- Proton 8K82K / Briz-M（页面存档备份，存于）. Astronautix.
- FAS - Proton Launch Vehicle
- ILS Proton （页面存档备份，存于）
- Proton launch schedules on Satlaunch （页面存档备份，存于）